# 北極星峰 (杜費克海岸)
北極星峰（英語：Polaris Peak），是南極洲的山峰，位於杜費克海岸，處於羅特山西南面7公里，屬於加布羅山中羅特山的一部分，海拔高度970米，由新西蘭探險隊命名，現時由南極條約體系管理。